# ラストレシピ〜麒麟の舌の記憶〜
『ラストレシピ〜麒麟の舌の記憶〜』（ラストレシピ きりんのしたのきおく）は田中経一の小説作品。2014年に『麒麟の舌を持つ男』のタイトルで幻冬舎より刊行され、2016年に文庫化された際に改題された。2017年には同作を原作とした映画が公開された。

## あらすじ
顧客の「人生最後に食べたい料理」を再現して高額の報酬を得る佐々木充は、絶対味覚を持つ最期の料理人である。しかし、彼は今、料理への情熱を忘れかけていた。その時、かつての満洲国の料理人・山形直太朗が考えて作り上げた「大日本帝国食菜全席」のレシピを再現するために立ち上がる。

## 映画
2017年11月3日公開。主演は嵐の二宮和也。

### 登場人物

#### 戦後〜現代
佐々木充 - 二宮和也（3歳 - 高野景大、15歳 - 吉澤太陽）
通称「最期の料理人」。
「麒麟の舌」と呼ばれる絶対味覚の持ち主で、全ての味を記憶・再現することができる。依頼人が「最期に食べたい料理」を再現して報酬を得る。
幼少期に両親を亡くして施設で育っており、自らの才能を用いて起業するも失敗、多額の借金を抱え込む。
柳澤健 - 綾野剛（15歳 - 小野寺晃良）
大衆中華料理店の店長。
幼少期に親に捨てられ、充と同じ施設で兄弟同然に育った。充の才能を最初に見抜いた人物。
楊晴明 - 笈田ヨシ
中華料理界の重鎮。
かつて満洲国で日本人の料理人が考案した伝説のフルコース「大日本帝国食菜全席」の再現を充に依頼する。
鎌田正太郎 - 伊川東吾
かつての直太朗の助手。現在は山の中にある料理店「萃香庵」の店主。
鈴木太一 - 大地康雄（幼少期 - 佐藤結良）
児童養護施設「すずらん園」の園長。天涯孤独の身の充を3歳の時に施設に引き取り、育てていた。
ダビッド・グーデンバーグ - ボブ・ワーリー
ハルビン・スラバホテルのオーナー。ヨーゼフの息子。
山形幸 - 広澤草
直太朗と千鶴の娘。
吉田加奈 - 菜葉菜（15歳 - 山本花織）
「すずらん園」の職員。充・健と同時期に施設で育った。
辰巳静江 - 青山眉子
割烹料理店の女性。直太朗と宮内省で同僚だった辰巳金太郎（演 - 真田五郎）の妻。
劉泰星 - 張天翔
楊の秘書。
山下 - 団時朗、山下美子 - 筒井真理子
充に「島津亭のオムライス」を再現してもらった夫婦。
宮内庁職員 - 城戸裕次
充が直太朗の事について尋ねに行った際に対応した人物。

#### 1930年代
山形直太朗 - 西島秀俊
「麒麟の舌」の持ち主。
かつては宮内省で天皇の料理番を務めていたが、「大日本帝国食菜全席」を作成するために満洲国へ渡航する。
太平洋戦争開戦の直前に、レシピとともに姿を消す。
山形千鶴 - 宮崎あおい
直太朗の妻。
夫を支えるため、ともに満洲国へ渡る。レシピ集の作成にも携わる。
鎌田正太郎 - 西畑大吾 (関西ジャニーズJr.)
直太朗の助手として雇われた料理人。
三宅太蔵 - 竹野内豊
満洲国ハルビン関東軍司令部の大佐（後に少将）。
日本の威信を諸外国に示すため、直太朗を満洲へ招き、「大日本帝国食菜全席」の作成を命じる。
楊晴明 - 兼松若人
中国人の料理人。直太朗の調理助手として雇われた。
山形幸 - 庄野凛
直太朗と千鶴の娘。1933年生まれ。
ヨーゼフ・グーデンバーグ - グレッグ・デール
ハルビン・スラバホテルのオーナー。
日本人の事は嫌っていたが、直太朗の料理に感心し、直太朗と親交を結ぶ。
ダビッド・グーデンバーグ - マキシム・ネチャイ
ヨーゼフの息子。1937年当時8歳。
鈴木料理長 - 竹嶋康成
直太朗が働く満洲国の官舎厨房の料理長。
田中 - 森優作
佐藤 - 松永拓野
助産師 - 小柳友貴美
中国人 夫 - 螢雪次朗
軍人 - 座間富士夫

### スタッフ
- 監督 - 滝田洋二郎
- 企画：秋元康
- 原作 - 田中経一
- 脚本 - 林民夫
- 音楽 - 菅野祐悟
- 製作総指揮 - 早河洋
- 製作 - 亀山慶二、藤島ジュリーK.、吉崎圭一、市川南、見城徹、秋元伸介、木下直哉、沖中進、浅井賢二、二木清彦、樋泉実、荒波修
- エグゼクティブプロデューサー - 西新
- コーエグゼクティブプロデューサー - 佐々木基、阿比留一彦、上田太地
- チーフプロデューサー - 林雄一郎
- プロデューサー - 八木征志、高野歩、若林雄介
- キャスティング - 川村恵
- ポストプロダクションプロデューサー - 篠田学
- 宣伝プロデューサー - 鎌田亮介
- 音楽プロデューサー - 野口智
- 撮影監督 - 浜田毅
- 撮影 - 大嶋良教
- 照明 - 長田達也
- 美術 - 部谷京子
- 録音 - 小野寺修
- 編集 - 李英美
- 装飾差配 - 小池直実
- 装飾 - うてなまさたか、石田満美
- 劇中映像実況 - 角澤照治
- 助監督 - 足立公良
- ラインプロデューサー - 山下秀治、田口雄介
- 料理監修 - 服部幸應
- 制作プロダクション - パイプライン
- 配給 - 東宝
- 製作幹事 - テレビ朝日
- 製作委員会 - 「ラストレシピ～麒麟の舌の記憶～」製作委員会（テレビ朝日、ジェイ・ストーム、電通、東宝、幻冬舎、Y&N Brothers、木下グループ、朝日放送、メ～テレ、北海道テレビ放送、九州朝日放送、GYAO）